# ازجیسواف کوستژوا
ازجیسواف کوستژوا (لهستانی: Zdzisław Kostrzewa; ۲۶ اکتبر ۱۹۵۵ – ۲۰ مهٔ ۱۹۹۱) بازیکن فوتبال اهل لهستان بود.
از باشگاه‌هایی که در آن بازی کرده‌است می‌توان به باشگاه فوتبال شلاسک وروتسواف اشاره کرد.
وی همچنین در تیم ملی فوتبال لهستان بازی کرده‌است.